# Dioscorea bridgesii
Dioscorea bridgesii är en enhjärtbladig växtart som beskrevs av August Heinrich Rudolf Grisebach och Carl Sigismund Kunth. Dioscorea bridgesii ingår i släktet Dioscorea och familjen Dioscoreaceae. Inga underarter finns listade i Catalogue of Life.